# MIDI Festival
Vous pouvez aider à l'améliorer ou bien discuter des problèmes sur sa page de discussion.
- Il ne respecte pas la neutralité de point de vue. Considérez son contenu avec précaution. Il est possible de préciser les sections non neutres en utilisant {{section non neutre}} et de souligner les passages problématiques avec {{passage non neutre}}. (Marqué depuis mars 2024)

Vous pouvez aider à l'améliorer ou bien discuter des problèmes sur sa page de discussion.
- Il ne cite pas suffisamment ses sources. Vous pouvez indiquer les passages à sourcer avec {{référence nécessaire}} ou {{Référence souhaitée}}, et inclure les références utiles en les liant aux notes de bas de page. (Marqué depuis mars 2024)
- Son texte doit être wikifié : il ne correspond pas à la mise en forme Wikipédia (style, typographie, liens internes, liens entre les wikis, etc.). (Marqué depuis mars 2024)
- Son ton est trop promotionnel ou publicitaire, voire hagiographique. Le texte doit adopter un ton neutre et encyclopédique. (Marqué depuis mars 2024)
- Il n’est pas rédigé dans un style encyclopédique. (Marqué depuis mars 2024)

- Archive Wikiwix
- Bing
- Cairn
- DuckDuckGo
- E. Universalis
- Gallica
- Google
- G. Books
- G. News
- G. Scholar
- Persée
- Qwant
- (zh) Baidu
- (ru) Yandex
- (wd) trouver des œuvres sur Wikidata

Le Midi Festival est un festival de musique pop et électro créé en 2005, qui se tient chaque année, fin juillet, à Hyères-les-Palmiers. À chaque édition depuis 2006, une partie des concerts se déroule dans les jardins de la Villa Noailles. La programmation comporte généralement des groupes émergents ,. Plusieurs artistes sont des habitués du Midi Festival. Le fondateur du festival est Fred Landini.
Le Midi Festival ne doit pas être confondu avec le Midi Music Festival qui se tient en Chine.

## Éditions et programmation

### Années 2020

#### 2020 - 24 au 26 juillet
En raison de la Pandémie COVID 19 l'édition n'a pas eu lieu.

### Années 2010

#### 2019 - 25 au 28 juillet
Changement de sites:  le festival s'installe sur le site archéologique d'Olbia et part de la villa Noailles. Une après-midi s'installe sur l'ile de Porquerole à la fondation Carmignac. Une des quatre soirées (le samedi) sera annulée en raison de pluie. 
Les principaux artistes sont : Amzo, Malik Djoudi, Nardeydey, Black Country New Road, Black MIDI , Pion, Lion's drums, I-cube, Glitter,  It's Sunday, The Claque, Kojaque, Hubert Lenoir, PPLC, WWWater , Project Pablo , Lala&ce, Muddy Monk, Sorry Charlotte Adigery,  Ex ile, Aja

#### 2018 -
Le festival à du annuler au dernier moment les soirées prévus à l'hippodrome de Hyères pour un défaut de scènes qui menaçait la sécurité des artistes, techniciens et le public. Le festival se tiendra en mode réduit à la villa Noailles, ainsi qu'au cirque.
L'affiche de cet édition : Etienne Daho, Midland, Neneh Cherry, Delmentel SoundSystem, Juliette Armanet, Baxter Dury, Flavien Gerger, Bradley Zero, Jessica93, Lost Under Heaven, Bertrand Burgalat avec A.s Dragon, Catastrophe, Aloîse Sauvage, Halo Maud, Westerman, Marble Arch, Ricky Hollywood
Les principaux artistes qui y ont joué finalement :  Lamusa II, Job jobse, midland, Bamao Yendé, Bradley Zero, Dekmantel Soundsystem, Westerman, Ojard, Catastrophe, Bertrand Burgalat & A.S Dragon :

#### 2017 -
Dans la dynamique 2016 le festival accueillera les festivaliers à la Villa Noailles et pour les afters au Cirque.
Les principaux artistes sont : Lomepal, Objekt, Egyptian Lover, Fràncois and the Atlas Mountains, Frankie Cosmos, Childhood, Chaos in the CBD, Fishbach, Antinote, Smerz, Petit Fantôme, Vagabon, Autarkic, Malik Djoudi, Bryan’s magic tears, Jo.Z, Jae Tyler.

#### 2016 -
Le Festival réinstalle les afters (MIDI Night) sur le site (Le Cirque) de la fête foraine Magic World. Le festival connait un franc succès avec des artistes issus de la scène française pop en plein renouveau. Cette année 2016 verra le parrainage du Festival par Etienne Daho qui sera à l'occasion le photographe du Festival. Trois soirées à la Villa Noailles et deux afters aux cirques rythmeront l'édition 2016.
Les principaux artistes sont : Flavien Berger, Paradis, L’impératrice, Pumarosa, Lionlimb, Requin Chagrin, Leon Vynehall, Liss, Drones Club, Sweat, Lauren Auder, Neue Graphik, Elijah, Malcom, La Mverte, Africaine 808, Mawimbi, Keep Dancing inc., Ménage à trois, Babe, 

#### 2015 - 24 au 26 juillet
Après avoir failli être annulé à cause d'une baisse des subventions de la ville, le Midi Festival annonce la tenue d'une édition en mai 2015. Du fait de cette programmation tardive et de moyens réduits, l'édition 2015 ne comprend que des concerts à la Villa Noailles, comme en 2014, et un line-up réduit.
Les principaux artistes sont : Christopher Owens, #A.R.Kane, Loyle Carner, Spring King

#### 2014 - 25 au 26 juillet
Du fait de problèmes financiers, l’organisation du MIDI Festival organise une collecte de fonds sur Ulule qui atteint son objectif de 10 000€. Les concerts à l'Hippodrome sont abandonnés et les deux soirées se tiennent à la Villa Noailles. 
Les principaux artistes sont : Panda Bear, François & The Atlas Mountains, Childhood, 

#### 2013 - 26 au 28 juillet
Pour la troisième année, le festival tient la plupart de ses concerts à l'Hippodrome de Hyères, seule la soirée du dimanche restant à la Villa Noailles. Cette année, les MIDI nights sont de nouveau organisées sur la plage de l'Almanarre.  
Les principaux artistes sont : The Horrors, Mount Kimbie,, Temples, Christopher Owens, AlunaGeorge, King Krule, Peter Hook & the Light, Mykki Blanco, Swim Deep, Only Real, Los Porcos, Francis Lung, Prosumer, Pépé Bradock, Henrik Schartz

#### 2012
Programmation sur trois sites : Villa Noailles, Hippodrome et Plage de l'Almanarre pour les Midi nights (programmation électro).  
Les principaux artistes : Bon Iver, SBTRKT, Thurston Moore, Pearson Sound, Disclosure, Willy Moon, Dixon, François & The Atlas Mountains, Arthur Beatrice, Jagwar Ma, Aline, Palma Violets, Zombie Zombie.

#### 2011
Première année où le festival délocalise certains concerts à l'Hippodrome de Hyères, qui est utilisé pour accueillir les différents festivals et concerts de l'été. Ce lieu a une capacité d'accueil plus grande.   
Principaux artistes : Primal Scream, Alt-J, Washed Out, King Krule (formerly Zoo Kid), R. Stevie Moore & Tropical Ooze, Puro Instinct, Hudson Mohawke, Porcelain Raft, Cheveu.
Extrait live de King Krule au MIDI : ICI

#### 2010
Principaux artistes : Wu Lyf, Lee Ranaldo, Vivian Girls, The Strange Boys, Yuck, Andrew Weatherall, Clara Clara.
Extrait au MIDI de : WU LYF

### Années 2000

#### 2009
Principaux artistes : Skeleton$, Jeremy Jay, Dent May & His Magnificent Ukulele, Jeffrey Lewis & The Junkyard, François Virot, The Waves Pictures.

#### 2008
Principaux artistes : Girls, James Chance & the Contortions, Zombie Zombie, Glass Candy, Why?, Yacht.

#### 2007
Principaux artistes : Animal Collective, Caribou, Radio Dept.D
Extrait vidéo en concert au MIDI : ANIMAL COLLECTIVE

#### 2006
Principaux artistes : Ariel Pink, Gang Gang Dance.

#### 2005
Principaux artistes : Super Reverb, Mapstation, Kptmichigan, Möw Môw, Eglantine, Tatiana Sauvage, Querencia, Lalie. 